# Ambrožev trg
Ambrožev trg leži na desnem bregu Ljubljanice med spodnjimi in zgornjimi Poljanami.
Na Poljanah je bil včasih sejemski prostor. Po tržnem redu iz leta 1793 so smeli na Poljanah na sejemski dan prodajati prašiče in slamo. Na eni strani je morala biti cesta prosta za vojsko in občinstvo, vozovi in prašiči pa so morali stati na drugi strani. Tam kjer je sedaj del Amroževega parka je do konca 19. stoletja stala gostilna Pri počivalniku. Zadnji lastnik, magistrat, jo je leta 1895 podrl. 
Leta 1900 so rekonstruirali cesto. Prej nizke hiše z vrtovi so zamenjali stanovanjski bloki in stolpnice. Trg je ostal zelo majhen.
Ob Ambroževem trgu stoji tudi znamenita Severjeva garažna hiša (TGH-48) iz leta 1969, ki je tehnični spomenik. Garažno hišo sestavljata dva valja, ki sta povezana z notranjo dvosmerno cesto, ki premošča polovični etažni zamik med višinsko zamaknjenima platojema obeh valjev.

## Predvidena ureditev
Mestna občina Ljubljana je leta 2009 v sodelovanju z zbornico za arhitekturo in prostor Slovenije (ZAPS) razpisala javni urbanistično arhitekturni natečaj za celovito ureditev območja Cukrarne in Ambroževega trga z nabrežjem Ljubljanice ter arhitekturno zasnovo upravnega središča. Prvo nagrado je ocenjevalna komisija dodelila Marku Studnu.